# Могилёвское восстание (1618)
Могилёвское восстание 1618 года — восстание горожан Могилёва против посещения города униатским архиепископом Полоцким Иосафатом Кунцевичем, который являлся активным поборником унии.
Осенью 1618 года Кунцевич захотел посетить Могилёв, однако жители города при его приближении со свитой 9 октября стали бить тревогу в вечевой колокол. Были закрыты все городские ворота, на стенах и валах были расставлены вооружённые люди. После этого власти города вместе с толпами народа с хоругвями в руках вышли навстречу Кунцевичу, начали проклинать его как вероотступника и даже угрожали убить, если он не удалится от Могилёва, начав палить из пушек. Восстание возглавлял бурмистр Могилёва Богдан (Мирон) Соболь, отец печатника и просветителя Спиридона Соболя.
После этого Кунцевич лично отправился с жалобой в Варшаву к королю Сигизмунду III, призывая расправиться с восставшими. По королевскому универсалу от 22 марта 1619 года все зачинщики восстания в числе 20 человек были приговорены к смертной казни, на город был наложен крупный штраф в пользу казны, а все православные церкви и монастыри с их имениями и доходами были переданы в подчинение Кунцевичу. При этом в решении специально упомянуто, что дело касается не притеснения веры, а бунта и оскорбления не только архимандрита, но и самого короля. Кроме того, 20 ноября король запретил жителям Могилёва строить церкви без разрешения Кунцевича.